# 28P/Неуймина
Комета Неуймина 1 (28P/Neujmin) — короткопериодическая комета из семейства Юпитера, которая была открыта 3 сентября 1913 года советским астрономом Григорием Неуйминым в Симеизской обсерватории в ходе рутинного поиска астероидов. Она была описана как небольшой звёздоподобный объект 11,0 m звёздной величины и, первоначально, была принята за астероид. 7 сентября у объекта был замечен хвост и он официально был признан кометой. Комета обладает довольно длительным периодом обращения вокруг Солнца — чуть более 18,7 года.

Орбита кометы Неуймина 1 и её положение в Солнечной системе

## История наблюдений
Открытие кометы произошло спустя две недели после прохождения перигелия и менее чем через два дня после сближения с Землёй, ставшего одним из самых тесных за весь период наблюдений. Многие наблюдатели тогда оценивали магнитуду в диапазоне от 11 до 11,5 m, а некоторым удавалось разглядеть и слабый след туманности к юго-востоку от ядра. Но все без исключения отмечали изменения яркости ядра в течение дальнейших месяцев наблюдений. Последний раз в 1913 году комету видели 31 декабря с магнитудой 15,0 m.
Используя координаты позиций кометы, полученные за 1913 год, а также внеся поправки на гравитационные возмущения со стороны Юпитера и Сатурна, астрономы предсказали, что следующий проход перигелия произойдёт 7 — 8 мая 1931 года. В итоге комета была восстановлена 17 сентября американским астрономом С. Б. Николсоном с помощью 254-сантиметрового рефлектора обсерватории Маунт-Уилсон в виде звёздоподобного объекта 16-й m звёздной величины. Фотографии, полученные на следующую ночь, подтвердили, что это была ожидаемая комета. Впоследствии Николсон обнаружил комету на более ранней пластине от 20 августа. Как стало ясно позднее, фактически комета прошла точку перигелия 30 апреля 1931 года, на целую неделю раньше предсказанной даты. Комета достигла максимальной яркости на момент обнаружения и медленно угасла в течение последующих нескольких месяцев. Последний раз комету видели 10 января 1932 года с магнитудой 17,5 m. Во время этого возвращения обнаружить кометную активность в виде комы или хвоста не удалось.
В 1935 году бельгийский астроном Жорж ван Бисбрук, взяв за основу наблюдения 1913 и 1931 годов, а также поправки на влияние Юпитера и Сатурна, произвёл повторный расчёт орбиты кометы и предсказал возвращение кометы в точку перигелия 19 декабря 1948 года. 6 мая Николсон в очередной раз восстановил эту комету в виде звёздоподобного объекта с магнитудой 17,5 m. К началу сентября комета достигла 16,0 звёздной величины и обнаружила слабую кому 3 " угловых секунд в поперечнике,  вытянутую на северо-восток. 
Восстановление кометы 1966 года произвёл 16 мая южно-африканский астроном A. D. Andrews в Бойденской обсерватории. Комета была описана как диффузный объект 17,0 m звёздной величины без центральной конденсации. Эти наблюдения показали, что фактической датой прохождения перигелия было 9 декабря. В тот год за кометой практически не следили. Единственное наблюдение после восстановления было сделано 3 июля в момент максимального сближения с Землёй, тогда магнитуда кометы достигла 15,5 m. В следующий раз комету наблюдали лишь 7 августа 1967 года.
8 февраля 2022 года произошло покрытие ядром кометы 28P/Неуймина звезды UCAC4 638-016921. Если ядро кометы имеет округлую форму, то его диаметр составляет 18,9±0,8 км.

## Вращение ядра
В 1985 году астрономы T. D. Fay и W. Z. Wisniewski опубликовали работу, посвящённую измерению скорости вращения ядра кометы, на основе 31-часовых наблюдений, проведённых в течение шести ночей в период с 18 июня по 25 августа 1984 года. Результаты наблюдений говорили о периоде вращения, равном 1,053 земным суткам. В 1986 году W. Z. Wisniewski, T. D. Fay и T. Gehrels включили в расчёт дополнительные данные за более широкий период наблюдений уже в течение 15 ночей в период с 18 июня по 30 августа 1984 года и подтвердили, полученный ранее результат, хотя и отметили, возможность в два раза более короткого периода обращения. Использую данные наблюдений 1985 и 1986 годов, а также более поздние наблюдения, астрономы C. E. Delahodde, Meech, O. R. Hainaut и E. Dotto установили период обращения в 12,75 часа.

## Сближение с планетами
В течение XIX и XX веков комета совершила всего два тесных сближения с Землёй, но целых пять сближений с Сатурном. В XXI веке ожидается по одному сближению с Землёй и Сатурном.
- 1,12 а. е. от Сатурна 18 октября 1803 года;
  - увеличение расстояния перигелия с 1,51 а. е. до 1,53 а. е.;
  - увеличение орбитального периода с 17,34 до 17,56 лет;
- 1,39 а. е. от Сатурна 6 декабря 1829 года;
  - увеличение расстояния перигелия с 1,52 а. е. до 1,54 а. е.;
  - увеличение орбитального периода с 17,41 до 17,62 лет;
- 0,79 а. е. от Сатурна 10 февраля 1892  года;
  - уменьшение расстояния перигелия с 1,55 а. е. до 1,52 а. е.;
  - уменьшение орбитального периода с 17,72 до 17,54 лет;
- 0,55 а. е. от Земли 2 сентября 1913 года (способствовало открытию кометы);
- 1,59 а. е. от Сатурна 13 марта 1918 года;
  - уменьшение расстояния перигелия от 1,529 а. е. до 1,528 а. е.;
  - уменьшение орбитального периода с 17,76 до 17,69 года;
- 0,83 а. е. от Сатурна 7 июня 1980  года;
  - увеличение расстояния перигелия с 1,54 а. е. до 1,55 а. е.;
  - увеличение орбитального периода с 17,93 до 18,21 года;
- 0,87 а. е. от Земли 10 августа 1984 года;
- 1,63 а. е. от Сатурна 2 июня 2006 года;
  - увеличение расстояния перигелия с 1,55 а. е. до 1,58 а. е.
  - увеличение орбитального периода с 18,19 до 18,44 лет;
- 0,79 а. е. от Земли 11 сентября 2039 года.